# Grevillea scortechinii
Grevillea scortechinii là một loài thực vật có hoa trong họ Quắn hoa. Loài này được (F.Muell. ex Scort.) F.Muell. miêu tả khoa học đầu tiên năm 1889.